# Distrito Escolar Unificado ABC

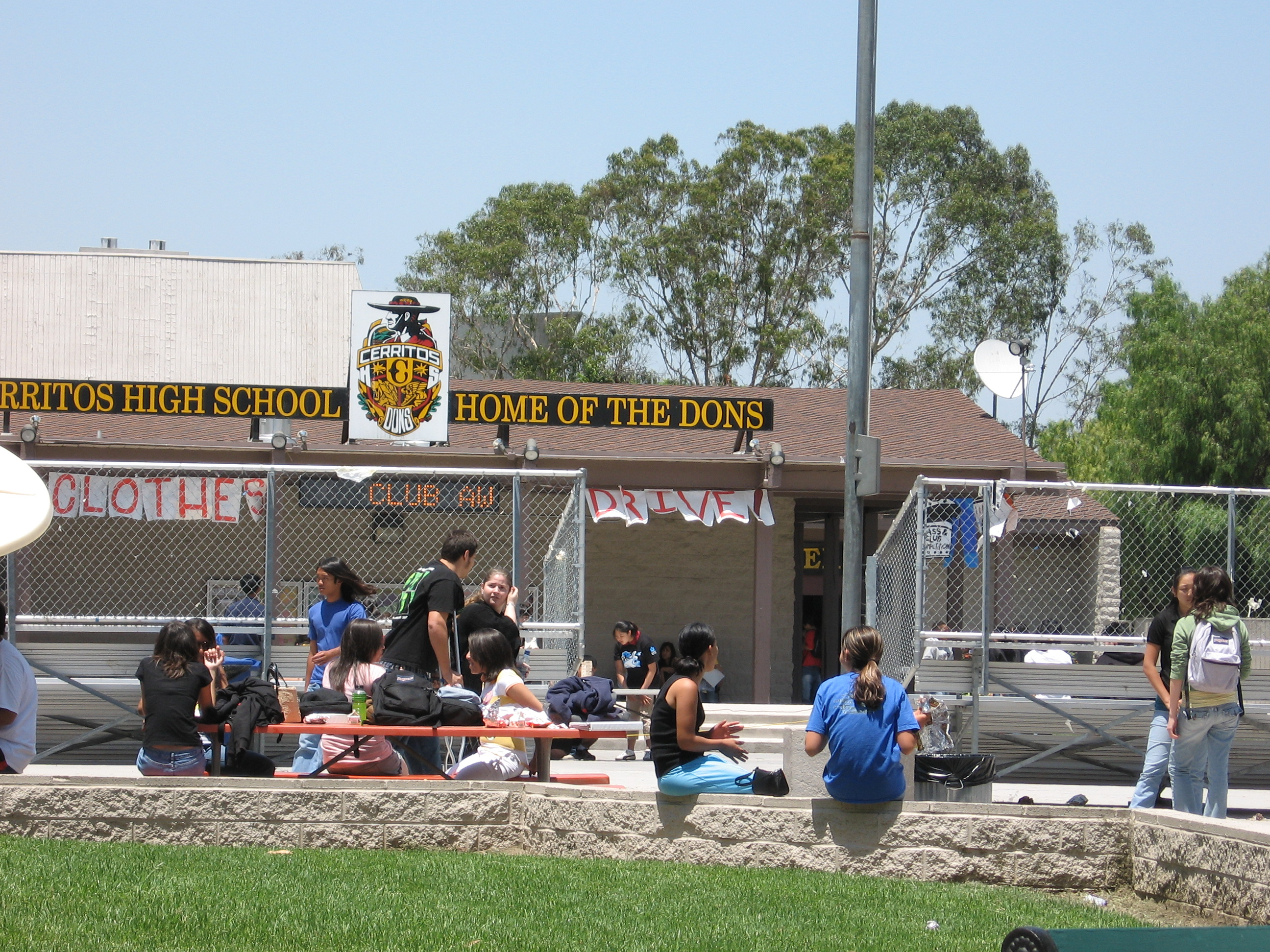
Esta es la sede en Cerritos, del distrito escolar en California.

El Distrito Escolar Unificado ABC (ABC Unified School District) es un distrito escolar en California. Tiene su sede en Cerritos. El área de ABCUSD tiene Cerritos, Artesia, Hawaiian Gardens, y partes de Lakewood, Long Beach, y Norwalk.